# Jatropha costaricensis
Jatropha costaricensis är en törelväxtart som beskrevs av Grady Linder Webster och Luis J. Poveda. Jatropha costaricensis ingår i släktet Jatropha och familjen törelväxter. Inga underarter finns listade i Catalogue of Life.